# Jesús Pérez Martínez
Jesús Pérez Martínez (22 de junio de 1948, Hellín, Albacete) es un sindicalista español, actual miembro de la ejecutiva confederal de la Unión General de Trabajadores.

## Biografía
Tras pasar un período corto de tiempo trabajando en una factoría de Mercedes-Benz en Alemania, Jesús Pérez se empezó a interesar por el movimiento obrero y durante el franquismo fue miembro en la clandestinidad de la Organización Comunista Bandera Roja. Su lucha contra el régimen de Franco le llegó a valer 3 días en los calabozos de la comisaría de Palma de Mallorca por repartir pasquines en contra del fascismo en la puerta de la catedral de la capital balear. Se le debe a él y a otros muchos compañeros la creación de la federación balear del sindicato Comisiones Obreras, del que fue expulsado por la rama estalinista a la muerte de Franco.
Es conocido también por ser cofundador del sindicato U.S.O. (Unión Sindical Obrera), junto a José María Zufiaur, y del que gran parte de la organización se integró posteriormente en la U.G.T., de la que es hoy miembro. Es conocido en la opinión pública por sus apariciones en televisión y por sus negociaciones con los distintos gobiernos en materia de salarios, pensiones y dependencia.
- Datos: Q5930553